# Летонија на Светском првенству у атлетици на отвореном 2023.
Летонија је на 19. Светском првенству у атлетици на отвореном 2023. одржаном у Будимпешти од 19. до 27. августа учествовала шеснаести пут, односно, учествовала је под данашњим именом на свим првенствима од 1993. до данас. Репрезентацију Летоније представљала су 9 атлетичара (4 мушкарца и 5 жене) који су се такмичили у 6 атлетских дисциплина (2 мушке и 4 женске).  , >
На овом првенству такмичари Летоније нису освојили ниједну медаљу.
У табели успешности према броју и пласману такмичара који су учествовали у финалним такмичењима (првих 8 такмичара) Летонија је са 1 учесником у финалу делила 61. место са 5 бодова. 
| Пл.  | Земља    | 1. место | 2. место | 3. место | 4. место | 5. место | 6. место | 7. место | 8. место | Бр. фин. | Бод. |
| ---- | -------- | -------- | -------- | -------- | -------- | -------- | -------- | -------- | -------- | -------- | ---- |
| =61. | Летонија | 0        | 0        | 0        | 1        | 0        | 0        | 0        | 0        | 1        | 5    |

## Учесници
| Мушкарци: - Арнис Румбеникс — 35 км ходање - Patriks Gailums — Бацање копља - Роланд Штробиндерс — Бацање копља - Гатис Чакшс — Бацање копља | Жене: - Гунта Ваичуле — 400 м - Агате Цауне — 5.000 м - Рут Кејт Ласман — Троскок - Анет Коцина — Бацање копља - Лина Музе-Сирма — Бацање копља |

## Резултати

### Мушкарци
| Атлетичар          | Дисциплина   | Лични рекорд | Квалификације | Квалификације | Полуфинале   | Полуфинале | Финале                | Финале       | Детаљи |
| Атлетичар          | Дисциплина   | Лични рекорд | Резултат      | Место         | Резултат     | Место      | Резултат              | Место        | Детаљи |
| ------------------ | ------------ | ------------ | ------------- | ------------- | ------------ | ---------- | --------------------- | ------------ | ------ |
| Арнис Румбеникс    | Ходање 35 км | 2:38:56 НР   |               |               |              |            | 2:43:36               | 32 / 33 (49) |        |
| Patriks Gailums    | Бацање копља | 84,05        | 77,43         | 9. у гр. А    |              |            | Нису се квалификовали | 21 / 34 (37) |        |
| Роланд Штробиндерс | Бацање копља | 85,07        | 74,46         | 16. у гр. Б   | 29 / 34 (37) |            | Нису се квалификовали |              |        |
| Гатис Чакшс        | Бацање копља | 87,57        | 73,42         | 16. у гр. А   | 33 / 34 (37) |            | Нису се квалификовали |              |        |

### Жене
| Атлетичарка     | Дисциплина   | Лични рекорд | Квалификације | Квалификације | Полуфинале            | Полуфинале            | Финале                | Финале       | Детаљи |
| Атлетичарка     | Дисциплина   | Лични рекорд | Резултат      | Место         | Резултат              | Место                 | Резултат              | Место        | Детаљи |
| --------------- | ------------ | ------------ | ------------- | ------------- | --------------------- | --------------------- | --------------------- | ------------ | ------ |
| Гунта Ваичуле   | 400 м        | 51,25 НР     | 51,36 ЛРС     | 5. у гр. 1    | Није се квалификовала | Није се квалификовала | Није се квалификовала | 25 / 43      |        |
| Агате Цауне     | 5.000 м      | 15:03,85     | 15:00,48 ЛР   | 4. у гр. 1    |                       |                       | Нису се квалификовале | 12 / 38 (40) |        |
| Рут Кејт Ласман | Троскок      | 14,20        | 13,87         | 11. у гр. А   | 19 / 36               |                       | Нису се квалификовале |              |        |
| Анет Коцина     | Бацање копља | 64,47        | 61,27 кв      | 3. у гр. Б    | 63,18                 | 4 / 34 (36)           |                       |              |        |
| Лина Музе-Сирма | Бацање копља | 64,87        | 63,50 КВ      | 1. у гр. А    | 58,43                 | 9 / 34 (36)           |                       |              |        |